# Cham Kalgeh
Cham Kalgeh (persiska: چم کلگه) är en ort i Iran.   Den ligger i provinsen Khuzestan, i den centrala delen av landet, 600 km söder om huvudstaden Teheran. Cham Kalgeh ligger 13 meter över havet och antalet invånare är 402.
Terrängen runt Cham Kalgeh är platt. Runt Cham Kalgeh är det ganska tätbefolkat, med 62 invånare per kvadratkilometer. Närmaste större samhälle är Hendījān, 15,9 km söder om Cham Kalgeh. Trakten runt Cham Kalgeh är ofruktbar med lite eller ingen växtlighet.